# Gemünden (Westerwald)
Gemünden település Németországban, Rajna-vidék-Pfalz tartományban. Lakosainak száma 1020 fő (2023. december 31.).

## Népesség
A település népességének változása:
| Lakosok száma | 1086 | 1007 | 980  | 980  | 1024 | 1020 |
|               | 1975 | 2017 | 2019 | 2021 | 2022 | 2023 |